# 菲利普斯縣 (蒙大拿州)
菲利普斯縣是美國蒙大拿州北部的一個縣，北鄰加拿大沙士吉萬，面積13,499平方公里。根據2010年人口普查，本縣共有人口4,253人。本縣縣治為馬爾他城。

## 歷史
菲利普斯縣成立於1915年2月5日，縣名紀念早期的拓荒者、牧場主B·D·菲利普斯。
在1915年2月5日前，本縣仍然屬於布萊恩縣一部份。而布萊恩縣於1912年前，則屬於舒托縣一部份。

## 地理

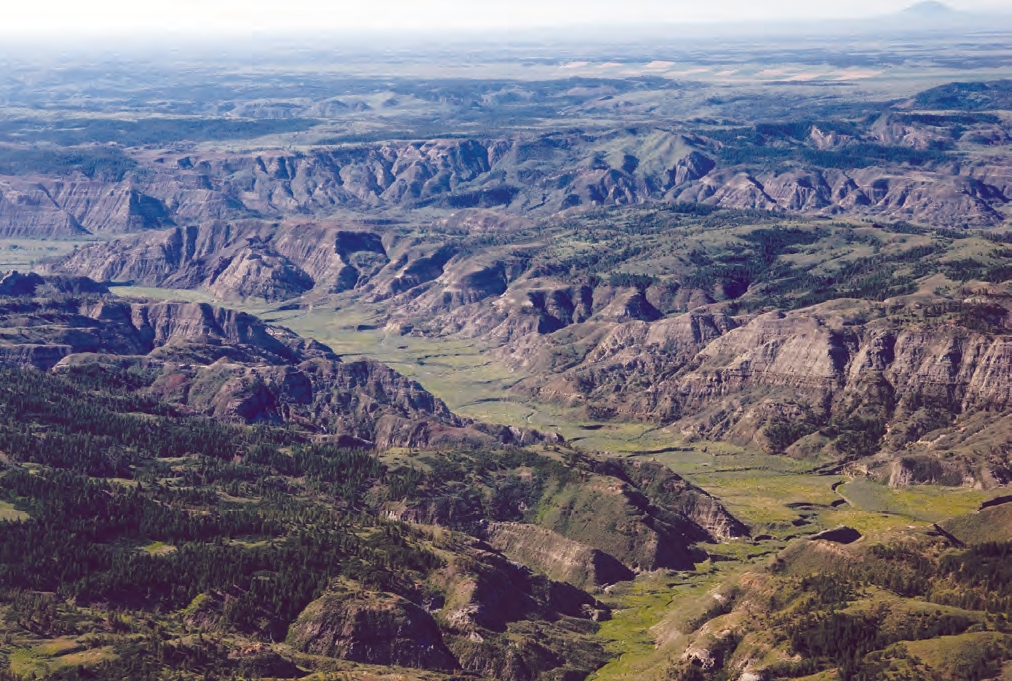
查爾斯羅素國家野生動物保護區

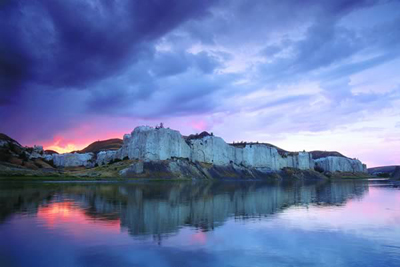
密蘇里河上游斷層國家紀念區

根據2000年人口普查，菲利普斯縣的總面積為5,212平方英里（13,500平方），其中有5,140平方英里（13,300平方），即98.61%為陸地；73平方英里（190平方），即1.39%為水域。本縣既是蒙大拿州面積第三大的縣份，亦是美國面積第56大的縣份。

### 毗鄰縣或區域
- 蒙大拿州 布萊恩縣：西方
- 蒙大拿州 弗格斯郡：西南方
- 蒙大拿州 石油縣：南方
- 蒙大拿州 加菲爾德縣：東南方
- 蒙大拿州 瓦利縣：東方
- 薩斯喀徹溫省 第18號隆娜特里：北方
- 薩斯喀徹溫省 第17號瓦爾瑪麗：北方

### 國家保護區
- 鮑登國家野生動物保護區
- 查爾斯羅素國家野生動物保護區（部分）
- 休伊特湖國家野生動物保護區
- UL彎國家野生動物保護區
- 密蘇里河上游斷層國家紀念區（部分）

## 人口
| 调查年            | 人口  | 备注 | %±     |
| ----------------- | ----- | ---- | ------ |
| 1920              | 9,311 |      | —      |
| 1930              | 8,208 |      | −11.8% |
| 1940              | 7,892 |      | −3.8%  |
| 1950              | 6,334 |      | −19.7% |
| 1960              | 6,027 |      | −4.8%  |
| 1970              | 5,386 |      | −10.6% |
| 1980              | 5,367 |      | −0.4%  |
| 1990              | 5,163 |      | −3.8%  |
| 2000              | 4,601 |      | −10.9% |
| 2010              | 4,253 |      | −7.6%  |
| [ 5 ] [ 6 ] [ 7 ] |       |      |        |

根據2000年人口普查，菲利普斯縣擁有4,601居民、1,848住戶和1,241家庭。其人口密度為每平方英里0.9居民（每平方公里0.3居民）。本縣擁有2,502間房屋单位，其密度為每平方英里0.5間（每平方公里0.2間）。而人口是由89.44%白人、0.15%黑人、7.61%土著、0.33%亞洲人、0.02%太平洋岛民、0.37%其他種族和2.09%混血构成。而西班牙裔或拉丁美洲人佔了人口1.15%。在89.44%白人中，有25.3%為德國人、19%為挪威人、7.6%為愛爾蘭人、以及6.5%為英國人。在4,601居民中，有97%人口的母語為英語以及2.5%為德語。
在1,848住户中，有31.9%擁有一個或以上的兒童（18歲以下）、57.2%為夫妻、6.8%為單親家庭、32.8%為非家庭、29.1%為獨居、14.6%住戶有同居長者。平均每戶有2.45人，而平均每個家庭則有3.03人。在4,601居民中，有27.3%為18歲以下、5.5%為18至24歲、24.50%為25至44歲、25.1%為45至64歲以及17.6%為65歲以上。人口的年齡中位數為41歲，女子對男子的性別比為100：100.4。成年人的性別比則為100：95.6。
本县的住戶收入中位數為$28,702，而家庭收入中位數則為$37,529。男性的收入中位數為$25,132，而女性的收入中位數則為$20,274，人均收入為$15,058。約13.8%家庭和8.3%人口在貧窮線以下，包括23.1%兒童（18歲以下）及12.1%長者（65歲以上）。

## 延伸閱讀
- Kane, Joseph Nathan; Charles Curry Aiken. . Scarecrow Press. 2004: 552. ISBN 0-8108-5036-2.